# Zoo Tycoon 2 DS
Zoo Tycoon 2 DS é um jogo para Nintendo DS baseado no jogo para PC Zoo Tycoon 2. É a sequela do jogo Zoo Tycoon DS.

## Jogabilidade
Em Zoo Tycoon 2 DS, o jogador edita e constrói o sue jardim zoológico num modo principal semelhante ao Zoo Tycoon original. O modo Zookeeper é mais parecido com o Zoo Tycoon 2 em termos gráficos e tem cinco minijogos: acariciar, limpar excrementos de animais, alimentar, lavar e curar animais.

## Receção
O Zoo Tycoon 2 DS recebeu melhores críticas do que seu antecessor Zoo Tycoon DS, mas mesmo assim a recepção do jogo ainda foi mista, com GameRankings e Metacritic relatando uma média de 65,32% e 60/100, respetivamente. Randolph Ramsey, da GameSpot, criticou a jogabilidade simplista, reclamando que foi "tão despojado de qualquer complexidade que você pode usar literalmente a mesma estratégia para fazer todas as suas criaturas felizes, independentemente de seu tamanho, raridade ou temperamento.", embora ele tenha elogiado o jogo por incluir "detalhes abrangentes sobre todos os animais apresentados na sua lista para qualquer criança curiosa". Jack DeVries, da IGN, também detestou a falta de desafio no jogo. Rob Hearn, da PocketGamer, sentiu que era "difícil ficar animado com" o jogo e refutou a interface "não cooperativa" do Zoo Tycoon 2 DS. Todos os três críticos também não ficaram impressionados com os gráficos do jogo, com Ramsey caraterizando os modelos dos animais de "uniformemente pobres" e DeVries chamando o jogo de "não muito agradável aos olhos".